# 大江原圭
大江原 圭（おおえはら けい、1990年2月26日 - ）は、日本中央競馬会・美浦トレーニングセンターに所属する騎手。父は騎手時代に障害GIで3勝を挙げ、現調教助手の大江原隆、伯父は元調教師の大江原哲、従兄弟姪は元騎手の大江原比呂。

## 来歴
2004年JRA競馬学校第24期生として入学。なお同期入学には8人おり、その中に北村浩平の弟（中途退学）や平野優（2年留年で26期生として卒業）もいた。
2008年同校を卒業、父と伯父はともに騎手時代から美浦に所属していたが、美浦だと甘えてしまうかも知れないとの理由で敢えて栗東を所属先に選び、栗東・作田誠二厩舎所属騎手としてデビューした。同期生に伊藤工真と三浦皇成、また地方競馬大井から内田博幸、高知から鷹野宏史両名がJRAに移籍している。
しかし騎手デビュー初日となる3月1日、中京第5競走で6位入線後、3コーナーで急に外側に斜行したとして14着に降着。JRA史上初となるデビュー初日の騎乗停止処分(3月8日から3月16日の開催日4日間)を受けた。その後も騎乗馬に恵まれず、新人騎手でありながら満足に騎乗経験すら積めない状態が続いた。
2009年3月2日付で所属を栗東から美浦に移し、どこの厩舎にも所属しないフリーの騎手として活動。騎乗数を増やすために4月4日から障害競走にも騎乗するようになる。
同年7月18日の障害未勝利戦で藤沢和雄厩舎所属の初障害馬ムーンレスナイトに騎乗するが、気性難の馬であったために落馬した。派手な落ち方であったが打撲で済んだ。次週7月26日に新潟競馬場で行われた障害未勝利戦で、同じ藤沢厩舎の初障害馬キングアーサーに騎乗し、最後の直線で追いすがる2着馬をクビ差凌いで初勝利を挙げた。デビューして約1年5ヶ月近く、121戦目での初勝利だった。
その後も障害競走では勝ち星を挙げる一方、平地競走では勝利どころか騎乗機会もほとんどなく、当時障害競走が行われていなかった第3場で開催されていた若手騎手限定競走にも殆ど参加できなかった。実際に、2013年は5月26日の東京競馬第5競走（ホープフルジョッキーズ）が唯一の平地競走であった（結果は9着）。しかし、2014年より障害競走および若手騎手限定競走がいずれも第3場開催を基本とするようになった結果、1月19日中京第2レースの若手騎手限定競走でサンライズレーヴに騎乗して1着となり、平地競走初勝利を挙げた。
2015年2月3日軽自動車で人身事故を起こし逮捕されたため、大江原には裁定委員会の議定があるまでの間、騎乗停止処分が下された。その後、同年6月11日に龍ケ崎簡易裁判所において罰金刑のみと確定したことを受け、6月26日行われた裁定委員会において、7月3日までの騎乗停止処分が決定した。停止明け直後の7月4日・7月5日は騎乗馬がなかったが、翌週7月11日の福島競馬から騎乗再開、同年10月10日の東京競馬第4競走（障害未勝利）で復帰後初勝利を挙げた。

## 人物
- 2007年10月11日に競馬学校で行われた第1回模擬レースでは1レースと2レースをともに現役騎手の吉田豊・隼人兄弟らを相手に勝利している。
- 2008年1月21日に競馬学校の近郊にあるファイターズ鎌ケ谷スタジアムで行われている合同自主トレーニングを訪問した際に、同い年の中田翔と交流し、「同じ18歳には負けたくない」とライバル心を燃やしている。
- 2008年2月12日に行われた卒業記念模擬レースでメイショウクラマに騎乗して3着だった。同日の謝恩会では「宙返り大賞」を受賞した。
- 座右の銘は「一意専心」、目標とする騎手は四位洋文と横山典弘、好きなものは水分とチョコレート[1]。
- スポーツライターの相沢光一は「競馬界の電車男」という見出しの記事で、圭と彼の初勝利を願うインターネットの競馬ファンについて取り上げた[11]。
- 2011年5月14日に京都競馬場の調整ルーム内において携帯電話でツイッターを閲覧、操作を誤ってリツイートしていたことが判明し、同年5月15日から6月13日まで30日間の騎乗停止処分を受けた[12]。

## 騎乗成績
- JRA公式[3]およびnetkeiba[13]より

|      |                 | 日付           | 競馬場・開催  | 競走名          | 馬名               | 頭数 | 人気 | 着順 |
| ---- | --------------- | -------------- | ------------- | --------------- | ------------------ | ---- | ---- | ---- |
| 平地 | 初騎乗          | 2008年3月1日   | 1回中京1日1R  | 3歳未勝利       | ビリーヴインタイム | 15頭 | 13   | 13着 |
| 平地 | 初勝利          | 2014年1月19日  | 1回中京2日2R  | 3歳未勝利       | サンライズレーヴ   | 16頭 | 3    | 1着  |
| 障害 | 初騎乗          | 2009年4月4日   | 3回中山3日4R  | 障害4歳上未勝利 | ロッキーローレル   | 14頭 | 8    | 4着  |
| 障害 | 初勝利          | 2009年7月26日  | 2回新潟4日4R  | 障害3歳上未勝利 | キングアーサー     | 10頭 | 2    | 1着  |
| 障害 | 重賞・JGI初騎乗 | 2009年12月26日 | 5回中山7日10R | 中山大障害      | モルフェサイレンス | 14頭 | 5    | 4着  |

| 年度   | 平地競走 | 平地競走 | 平地競走 | 平地競走 | 平地競走 | 平地競走 | 平地競走 | 障害競走 | 障害競走 | 障害競走 | 障害競走 | 障害競走 | 障害競走 | 障害競走 |
| 年度   | 1着      | 2着      | 3着      | 騎乗数   | 勝率     | 連対率   | 複勝率   | 1着      | 2着      | 3着      | 騎乗数   | 勝率     | 連対率   | 複勝率   |
| ------ | -------- | -------- | -------- | -------- | -------- | -------- | -------- | -------- | -------- | -------- | -------- | -------- | -------- | -------- |
| 2008年 | 0        | 0        | 1        | 86       | .000     | .000     | .012     | -        | -        | -        | -        | -        | -        | -        |
| 2009年 | 0        | 0        | 4        | 53       | .000     | .000     | .075     | 4        | 4        | 1        | 33       | .121     | .242     | .273     |
| 2010年 | 0        | 0        | 1        | 45       | .000     | .000     | .022     | 0        | 1        | 3        | 45       | .000     | .022     | .089     |
| 2011年 | -        | -        | -        | -        | -        | -        | -        | 0        | 0        | 1        | 33       | .000     | .000     | .030     |
| 2012年 | 0        | 0        | 0        | 1        | .000     | .000     | .000     | 2        | 2        | 1        | 58       | .034     | .069     | .086     |
| 2013年 | 0        | 0        | 0        | 1        | .000     | .000     | .000     | 2        | 3        | 5        | 64       | .031     | .078     | .156     |
| 2014年 | 1        | 0        | 0        | 10       | .100     | .100     | .100     | 2        | 3        | 5        | 61       | .033     | .082     | .164     |
| 2015年 | 0        | 0        | 0        | 5        | .000     | .000     | .000     | 1        | 0        | 2        | 34       | .029     | .029     | .088     |
| 2016年 | 0        | 0        | 0        | 1        | .000     | .000     | .000     | 2        | 5        | 5        | 67       | .030     | .104     | .179     |
| 2017年 | 0        | 0        | 0        | 2        | .000     | .000     | .000     | 3        | 5        | 6        | 55       | .055     | .145     | .255     |
| 2018年 | 0        | 0        | 0        | 4        | .000     | .000     | .000     | 2        | 0        | 2        | 50       | .040     | .040     | .080     |
| 2019年 | 0        | 0        | 0        | 3        | .000     | .000     | .000     | 2        | 4        | 7        | 66       | .030     | .091     | .197     |
| 2020年 | -        | -        | -        | -        | -        | -        | -        | 5        | 4        | 8        | 76       | .066     | .118     | .224     |
| 2021年 | 0        | 0        | 0        | 2        | .000     | .000     | .000     | 3        | 1        | 2        | 69       | .043     | .058     | .087     |
| 2022年 | -        | -        | -        | -        | -        | -        | -        | 3        | 4        | 4        | 55       | .055     | .127     | .200     |
| 2023年 | -        | -        | -        | -        | -        | -        | -        | 3        | 7        | 2        | 91       | .033     | .110     | .132     |
| 中央   | 1        | 0        | 6        | 213      | .005     | .005     | .033     | 36       | 45       | 56       | 857      | .042     | .094     | .159     |
| 地方   | 0        | 0        | 0        | 1        | .000     | .000     | .000     |          |          |          |          |          |          |          |

### 主な騎乗馬
- ウインヤード（2016年清秋ジャンプステークス）
- ビレッジイーグル（2022,2023,2024年ペガサスジャンプステークス）

## 出演

### テレビ
- 学校へ行こう!MAX（2006年4月25日、TBS）
- 土曜スポーツタイム「アナザーストーリー」（2008年2月23日、NHK総合）